# Гергіца
Гергіца (рум. Gherghița) — село у повіті Прахова в Румунії. Входить до складу комуни Гергіца.
Село розташоване на відстані 42 км на північ від Бухареста, 24 км на південний схід від Плоєшті, 108 км на південний схід від Брашова.

## Населення
За даними перепису населення 2002 року у селі проживали 884 особи, усі — румуни. Усі жителі села рідною мовою назвали румунську.